# Erzenhausen
Erzenhausen est une municipalité de la Verbandsgemeinde Weilerbach, dans l'arrondissement de Kaiserslautern, en Rhénanie-Palatinat, dans l'ouest de l'Allemagne.

## Références

Localisation d'Erzenhausen dans la Verbandsgemeinde et dans l'arrondissement.

## Politique
|      | SPD | CDU | FWG | Total     |
| 2009 | 2   | 5   | 5   | 12 sièges |
| 2004 | 4   | 5   | 3   | 12 sièges |